# Ardon (Valais)
Ardon es una comuna suiza del cantón del Valais, situada en el distrito de Conthey. Limita al norte y este con la comuna de Vétroz, al sureste con Nendaz, al suroeste con Chamoson, y al noroeste con Conthey.

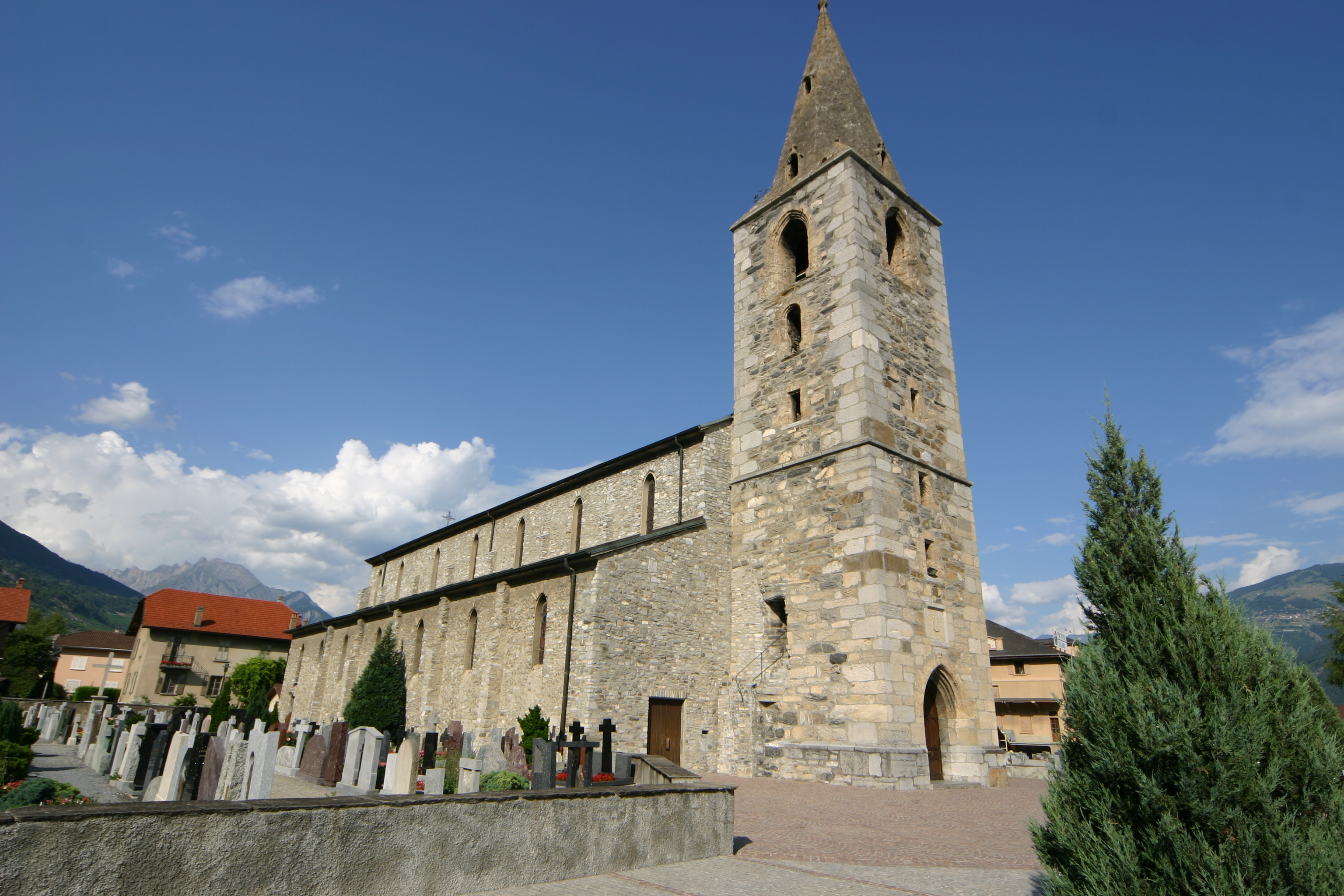
Iglesia de Ardon.